# D.O.A.
D.O.A. är ett punkband från Vancouver i Kanada som startades 1978.